# Wolfgang Pasquay
Wolfgang Pasquay (* 10. Februar 1931 in Cottbus; † 8. April 2006 in Solingen) war ein deutscher Pianist, Komponist und Musikpädagoge.

## Jugend
Pasquay erhielt schon als Kind Klavierunterricht. Ab 1941 besuchte er das Musische Gymnasium in Frankfurt am Main, wo er Klavier bei August Leopolder und Dirigieren und Komposition bei Kurt Thomas studierte. Als 13-Jähriger wurde er 1944 für seine Klaviervariationen über ein Thema von Hugo Distler mit dem Hallischen Jugendpreis für Komposition ausgezeichnet. Mit 14 Jahren trat er 1945 in Stuttgart erstmals öffentlich als Pianist auf.

## Pianist
In den folgenden drei Jahrzehnten widmete Pasquay sich hauptsächlich seiner Pianistenkarriere. 1950 schloss er sich in Düsseldorf mit Berthold Ende (Violine) und Hans Hendler (Violoncello) zu einem Klaviertrio zusammen, das in den folgenden Jahren das gesamte Repertoire für diese Besetzung zur Aufführung brachte. Es folgten zahlreiche Soloauftritte in ganz Europa, unter anderem in Berlin, London, Wien und Paris. Zu Pasquays Konzertrepertoire gehörten die Klavierkonzerte von Mozart, Beethoven, Brahms, Chopin, Schumann, Grieg, Tschaikowski, Rachmaninow, Strawinski und Bartók sowie Werke von Bach, Schubert, Debussy, Franck, Mussorgski und anderen Komponisten.
Seit 1954 in Solingen ansässig, wo er Klavier lehrte, heiratete er 1955 die Cellistin Liselotte Hauptner (1927–2015), mit der er drei Kinder hatte: Andreas (* 1955), Karola (* 1957) und Friederike (* 1962).

## Komponist
Seit den 1980er Jahren wandte Pasquay sich stärker dem kompositorischen Schaffen zu. Es entstanden Werke für orchestrale Besetzung, Kammermusikwerke und insbesondere durch Anregung seiner Frau zahlreiche Werke für mehrere Celli, vor allem 33 Kanons und Konzertkanons und die „Figurinensuite“. Bei dieser von Pasquay erfundenen Kunstgattung handelt es sich um ein abendfüllendes Werk für mindestens 20 Cellisten, die in musikalische Masken – Figurinen – schlüpfen und ihre musikalische Gedanken kostümiert darstellen und in Pantomime umsetzen.
Pasquays Hauptwerk ist das „Friedensoratorium“. Der überzeugte Pazifist Wolfgang Pasquay verband in diesem mehrsätzigen Werk für Chor und Orchester Zitate aus den „Friedensschriften“ des Erasmus von Rotterdam und Auszüge aus Gedichten von Bertolt Brecht zu einem eindrucksvollen Friedensappell. Er leitete selbst zwischen 1988 und 2003 zahlreiche Aufführungen des Werks, unter anderem in Düsseldorf, Bonn und Dresden.

## Tonträger
- Wolfgang Pasquay (Klavier): Aspekte der Romantik. Klaviermusik von Franck, Saint-Saëns, Schumann, Chopin und Tschaikowski. (1986) con brio (LP)
- Wolfgang Pasquay: Friedensoratorium. Erasmus-Chor und -Orchester Rheinland (2003) Kreuzberg Records kr 10086 (CD, Mitschnitt eines Konzerts im Altenberger Dom am 25. November 2001)

## Werke
- Serenade für Flöte und zwei Violoncelli (1982)
- Figurinen-Suite für Violoncello-Ensemble (1987)
- Andante quasi una Fantasia für Flöte und zwei Violoncelli (1990)
- Konzert für Streichorchester (1994)
- Trio in Memoria di un amico für Streichtrio (2000)
- Die Welt der Kanons (Kanons für variable Cellibesetzungen, entstanden ab 1982, veröffentlicht 2003)
- Friedensoratorium. Oratorium gegen den Krieg nach Worten von Erasmus von Rotterdam und Bertolt Brecht (entstanden seit 1988, zunächst unter dem Titel „Erasmus-Oratorium“; vollständige Fassung 2003)